# الدوري التونسي لكرة اليد 1977–78
الدوري التونسي لكرة اليد 1977-1978 هو الدورة 23 من الدوري التونسي لكرة اليد للرجال. شارك فيها 20 فريقا.

فاز بهذا الموسم الترجي الرياضي التونسي، وجاء ثانيا الملعب التونسي.

## روابط خارجية
- الموقع الرسمي للجامعة التونسية لكرة اليد.